# Martin Nyenget
Martin Løwstrøm Nyenget (1 de abril de 1992) es un deportista noruego que compite en esquí de fondo. Ganó dos medallas en el Campeonato Mundial de Esquí Nórdico de 2025, oro en el relevo y plata en los 20 km.

## Palmarés internacional
| Campeonato Mundial | Campeonato Mundial  | Campeonato Mundial | Campeonato Mundial |
| Año                | Lugar               | Medalla            | Prueba             |
| ------------------ | ------------------- | ------------------ | ------------------ |
| 2025               | Trondheim (Noruega) | Medalla de oro     | Relevo 4 × 7,5 km  |
| 2025               | Trondheim (Noruega) | Medalla de plata   | 20 km              |